# Betma
Betma là một thị xã và là một nagar panchayat của quận Indore thuộc bang Madhya Pradesh, Ấn Độ.

## Địa lý
Betma có vị trí 22°41′B 75°37′Đ / 22,68°B 75,62°Đ Nó có độ cao trung bình là 541 mét (1774 foot).

## Nhân khẩu
Theo điều tra dân số năm 2001 của Ấn Độ, Betma có dân số 12.529 người. Phái nam chiếm 51% tổng số dân và phái nữ chiếm 49%. Betma có tỷ lệ 63% biết đọc biết viết, cao hơn tỷ lệ trung bình toàn quốc là 59,5%: tỷ lệ cho phái nam là 72%, và tỷ lệ cho phái nữ là 53%. Tại Betma, 17% dân số nhỏ hơn 6 tuổi.